# Gerolamo Longhena
Gerolamo Longhena (Caltanissetta, 13 aprile 1881 – Catania, 5 aprile 1947) è stato un giurista e politico italiano.

## Biografia
Nato da un ramo di una famiglia aristrocatica bresciana stabilitasi in Sicilia, il suo nome completo era Girolamo Francesco, ma si firmava come « Gerolamo ». Era figlio di Costanzo III Longhena Briggia (1825-1885) – avvocato di Brescia, consigliere delegato di prefettura a Caltanissetta e a Catania, più tardi prefetto a Chieti – e di Concettina Benenati; suo fratello Giuseppe Longhena (1877-1913) fu collezionista commerciante di francobolli a Caltanissetta e medico.
Iscritto nell'albo speciale degli avvocati italiani dal 1918, Gerolamo Longhena fu professore incaricato di diritto marittimo nelle Università di Catania e di Messina oltre che presso l'Istituto Superiore di Scienze Economiche e Commerciali di Catania (poi facoltà di Economia e Commercio). Tenne l'insegnamento del Diritto Commerciale e del Diritto Ecclesiastico nella R. Università di Messina e l'insegnamento libero e gratuito di Diritto Rurale e di Scienze Economiche ed Industriali nella R. Scuola di enologia e viticoltura.
Al posto del comm. Luigi Antonino Farina – prefetto a riposo – dal 5 ottobre 1933 fu inoltre podestà di Catania e più tardi nel 1939 preside della Provincia. Fin dai suoi primi atti amministrativi il prof. Longhena si occupò della scuola e dell'O.N.B.. Tra l'altro, istituì il premio-tessera per gli alunni poveri che si distinguevano nei primi mesi di scuola per puntualità, disciplina e profitto.
Sposò la nobile Teodolinda Gravina Cruyllas (†1948), dalla quale ebbe un figlio, Costanzo IV, lo stesso che fece parte del primo nucleo di 42 giovani della Sezione Fascista di Catania.

## L'inaugurazione del Castello Ursino nel 1934
Il 20 ottobre 1934 – volutamente nella data successiva al giorno del dodicesimo anniversario della Marcia su Roma – fu inaugurato di pomeriggio il tanto atteso Museo comunale del Castello Ursino di Catania, suggellato dalla visita di Vittorio Emanuele III nella città dell'Etna, in occasione dell'apertura del nuovo spazio museale e culturale, grazie alla volontà (fin dagli Anni Venti del XX secolo) di eminenti personaggi tra i quali lo scrittore Federico De Roberto, in un edificio medievale a dire la verità che nel corso dei secoli era stato destinato a vari usi, e restaurato grazie alle intuizioni dell'archeologo Guido Libertini, dell'architetto Francesco Fichera ed altri.
L'entourage che accompagnò il re d'Italia nel momento dell'inaugurazione a Catania era composto da Francesco Ercole, ministro dell’Educazione Nazionale, da Guido Beer il nuovo Prefetto di Catania, e dal podestà professor Longhena per il Comune di Catania. Assiamo a loro ci furono pure Costanzo Ciano, presidente della Camera, quello del Senato Luigi Federzoni, il quadrumviro Emilio De Bono, ministro delle Colonie, il siciliano sottosegretario di Stato alle Comunicazioni Ruggero Romano, il generale Demetrio Asinari di Bernezzo, l'onorevole Renzo Morigi in rappresentanza del Direttorio Nazionale del Partito, il segretario federale Vincenzo Zangara, il ministro della real casa Alessandro Mattioli Pasqualini. La congrega fu accolta dal senatore catanese Giovanni Romeo Delle Torrazze, aiutante di campo onorario di Sua Maestà, dalla principessa Lotty Rosso di Cerami, dama di Palazzo della Regina, dalla signora Teodolinda Longhena, dai senatori Pasquale Libertini e Gioacchino Russo, dall’onorevole Gaetano Pirrone, da Roberto Vincenzo Paternò Castello e Rizzari (del fu Giuseppe Vincenzo), XI principe di Biscari (1872-1947) – cugino di Roberto Vincenzo (1860-1930), X principe di Biscari, ultimo erede dell'antico Museo Biscari di Catania –, dal generale Antonino Grimaldi di Serravalle. Sarà il citato prof. Libertini dell'Università di Catania a fare da cicerone speciale alle storiche personalità in visita, illustrando gli allestimenti delle sale del pianterreno e del primo piano del Museo.
Per tutto il ventennio rimase affissa al Castello Ursino una lapide del 1934, oggi in parte alterata per sempre nelle righe finali cancellate nel secondo dopoguerra.

Si leggeva un tempo scritto nella lapide la seguente iscrizione: 
()

## Anniversari civici
Gerolamo Longhena si apprestò a festeggiare altre due solennità che bene a ragione potevano essere definite i due punti più salienti delle tradizioni secolari e della storia intellettuale ed artistica di Catania: la ricorrenza del V centenario della fondazione (1444-1934) dell'Università di Catania – fu filmato dalle cineprese dell'Istituto Luce – e quella del Primo centenario della morte (1835-1935) del musicista e compositore Vincenzo Bellini.

## Albero genealogico del Ramo Longhena-Briggia di Catania
|                       |                       |                       |                       |                       |                       | Angelica Briggia  | Angelica Briggia  | Angelica Briggia  | Angelica Briggia  | Angelica Briggia | Angelica Briggia |                                                |                                                |                                                |                                                |                                                |                                                | Costanzo II n. 1780 -? | Costanzo II n. 1780 -? | Costanzo II n. 1780 -? | Costanzo II n. 1780 -? | Costanzo II n. 1780 -? | Costanzo II n. 1780 -? |                        |                        |  |  |  |  |  |  |  |  |  |  |  |  |  |  |  |  |  |  |
|                       |                       |                       |                       |                       |                       | Angelica Briggia  | Angelica Briggia  | Angelica Briggia  | Angelica Briggia  | Angelica Briggia | Angelica Briggia |                                                |                                                |                                                |                                                |                                                |                                                | Costanzo II n. 1780 -? | Costanzo II n. 1780 -? | Costanzo II n. 1780 -? | Costanzo II n. 1780 -? | Costanzo II n. 1780 -? | Costanzo II n. 1780 -? |                        |                        |  |  |  |  |  |  |  |  |  |  |  |  |  |  |  |  |  |  |
|                       |                       |                       |                       |                       |                       |                   |                   |                   |                   |                  |                  |                                                |                                                |                                                |                                                |                                                |                                                |                        |                        |                        |                        |                        |                        |                        |                        |  |  |  |  |  |  |  |  |  |  |  |  |  |  |  |  |  |  |
|                       |                       |                       |                       |                       |                       |                   |                   |                   |                   |                  |                  |                                                |                                                |                                                |                                                |                                                |                                                |                        |                        |                        |                        |                        |                        |                        |                        |  |  |  |  |  |  |  |  |  |  |  |  |  |  |  |  |  |  |
|                       |                       |                       |                       | Concetta Benenati     | Concetta Benenati     | Concetta Benenati | Concetta Benenati | Concetta Benenati | Concetta Benenati |                  |                  | Costanzo III n.1825 †1885                      | Costanzo III n.1825 †1885                      | Costanzo III n.1825 †1885                      | Costanzo III n.1825 †1885                      | Costanzo III n.1825 †1885                      | Costanzo III n.1825 †1885                      |                        |                        | Francesco n.1817 †1875 | Francesco n.1817 †1875 | Francesco n.1817 †1875 | Francesco n.1817 †1875 | Francesco n.1817 †1875 | Francesco n.1817 †1875 |  |  |  |  |  |  |  |  |  |  |  |  |  |  |  |  |  |  |
|                       |                       |                       |                       | Concetta Benenati     | Concetta Benenati     | Concetta Benenati | Concetta Benenati | Concetta Benenati | Concetta Benenati |                  |                  | Costanzo III n.1825 †1885                      | Costanzo III n.1825 †1885                      | Costanzo III n.1825 †1885                      | Costanzo III n.1825 †1885                      | Costanzo III n.1825 †1885                      | Costanzo III n.1825 †1885                      |                        |                        | Francesco n.1817 †1875 | Francesco n.1817 †1875 | Francesco n.1817 †1875 | Francesco n.1817 †1875 | Francesco n.1817 †1875 | Francesco n.1817 †1875 |  |  |  |  |  |  |  |  |  |  |  |  |  |  |  |  |  |  |
|                       |                       |                       |                       |                       |                       |                   |                   |                   |                   |                  |                  |                                                |                                                |                                                |                                                |                                                |                                                |                        |                        |                        |                        |                        |                        |                        |                        |  |  |  |  |  |  |  |  |  |  |  |  |  |  |  |  |  |  |
|                       |                       |                       |                       |                       |                       |                   |                   |                   |                   |                  |                  |                                                |                                                |                                                |                                                |                                                |                                                |                        |                        |                        |                        |                        |                        |                        |                        |  |  |  |  |  |  |  |  |  |  |  |  |  |  |  |  |  |  |
| Giuseppe n.1877 †1913 | Giuseppe n.1877 †1913 | Giuseppe n.1877 †1913 | Giuseppe n.1877 †1913 | Giuseppe n.1877 †1913 | Giuseppe n.1877 †1913 |                   |                   |                   |                   |                  |                  | Girolamo Francesco detto Gerolamo n.1881 †1947 | Girolamo Francesco detto Gerolamo n.1881 †1947 | Girolamo Francesco detto Gerolamo n.1881 †1947 | Girolamo Francesco detto Gerolamo n.1881 †1947 | Girolamo Francesco detto Gerolamo n.1881 †1947 | Girolamo Francesco detto Gerolamo n.1881 †1947 |                        |                        | Pietro n.1845-?        | Pietro n.1845-?        | Pietro n.1845-?        | Pietro n.1845-?        | Pietro n.1845-?        | Pietro n.1845-?        |  |  |  |  |  |  |  |  |  |  |  |  |  |  |  |  |  |  |
| Giuseppe n.1877 †1913 | Giuseppe n.1877 †1913 | Giuseppe n.1877 †1913 | Giuseppe n.1877 †1913 | Giuseppe n.1877 †1913 | Giuseppe n.1877 †1913 |                   |                   |                   |                   |                  |                  | Girolamo Francesco detto Gerolamo n.1881 †1947 | Girolamo Francesco detto Gerolamo n.1881 †1947 | Girolamo Francesco detto Gerolamo n.1881 †1947 | Girolamo Francesco detto Gerolamo n.1881 †1947 | Girolamo Francesco detto Gerolamo n.1881 †1947 | Girolamo Francesco detto Gerolamo n.1881 †1947 |                        |                        | Pietro n.1845-?        | Pietro n.1845-?        | Pietro n.1845-?        | Pietro n.1845-?        | Pietro n.1845-?        | Pietro n.1845-?        |  |  |  |  |  |  |  |  |  |  |  |  |  |  |  |  |  |  |
| Costanzo n.1907-?     | Costanzo n.1907-?     | Costanzo n.1907-?     | Costanzo n.1907-?     | Costanzo n.1907-?     | Costanzo n.1907-?     |                   |                   |                   |                   |                  |                  | Costanzo IV                                    | Costanzo IV                                    | Costanzo IV                                    | Costanzo IV                                    | Costanzo IV                                    | Costanzo IV                                    |                        |                        |                        |                        |                        |                        |                        |                        |  |  |  |  |  |  |  |  |  |  |  |  |  |  |  |  |  |  |

## Opere
- Compra-vendita tra commercianti: I principi e le regole fondamentali, Catania, Tip. S. Monachini, 1922
- Ordinamento giuridico della nave e regolamento della proprietà navale, Catania, Tip. S. Monachini, 1922
- La responsabilità dei proprietari di navi per danni alle persone, Catania, La Stamperia, 1924
- Corso di diritto marittimo tenuto nell'anno accademico 1928-29, edizione 2ª, edita a cura del G.U.F, Messina, Gruppo Universitario Fascista, 1929
- Corso di diritto marittimo: tenuto nell'anno accademico 1928-1929 presso la R. Università di Messina, Catania, Gruppo universitario fascista, 1933
- Consiglio provinciale dell'economia corporativa, Catania, Usi e consuetudini commerciali ed agrarie della provincia di Catania; prefazione di Gerolamo Longhena, Catania, Tip. F.lli Viaggio-Campo, 1933
- Dagli statuti delle Repubbliche marinare al progetto del Codice marittimo: prolusione al corso di diritto marittimo inauguratosi il 6 dicembre 1932 nella nostra università, Catania, Tip. F.lli Viaggio-Campo, 1933
- Catania nei suoi commerci e nelle Sue industrie: Discorso inaugurale di g. L. (r. Istituto superiore di scienze economiche e commerciali di Catania), Catania, Tip. La Milanese, M. Fischetti, 1934
- Regime giuridico della pesca, Torino, Unione Tipografico-Editrice Torinese, 1939